# Travian
 (août 2013).
Si vous disposez d'ouvrages ou d'articles de référence ou si vous connaissez des sites web de qualité traitant du thème abordé ici, merci de compléter l'article en donnant les références utiles à sa vérifiabilité et en les liant à la section « Notes et références ».

Travian est un jeu vidéo de stratégie en temps réel massivement multijoueur conçu en Allemagne par Gerhard Müller, développé  par Travian Games et initialement publié en juin 2004.
Le jeu se déroule dans un univers inspiré de l’Antiquité dans lequel trois factions s’affrontent : les Romains, les Gaulois et les Germains auxquels s'ajouteront une dizaine d'années plus tard, les Égyptiens et les Huns. Travian se joue par l’intermédiaire d’un navigateur web, son interface n'étant composée que d'HTML et de JavaScript. Les joueurs sont répartis entre différents serveurs ayant leurs propres dates de début et de fin, et possédant parfois leurs propres règles du jeu. En 2010, le jeu est présent dans cent pays différents, dix serveurs étant dédiés aux 140 000 joueurs français.

## Principe du jeu
Travian est un jeu de stratégie et de gestion massivement multijoueur. Le joueur est à la tête d’un village romain, gaulois ou germain, qu’il doit développer économiquement afin de se constituer une armée pour se défendre ou attaquer d’autres joueurs. De nombreuses interactions sont possibles entre les joueurs qui peuvent piller leurs voisins pour amasser des ressources supplémentaires, constituer des alliances ou s’échanger des ressources. Les joueurs peuvent également coloniser des nouveaux territoires pour y créer des villages supplémentaires ou conquérir des villages à d’autres joueurs. Le jeu se déroule en temps réel, chaque action du joueur (comme construire un bâtiment ou déplacer des troupes) ayant une durée spécifique.
Le joueur dispose d'un héros, qui est personnalisable.

### Objectif
Une partie prend fin, on parle de la fin d'un serveur, lorsqu'un joueur réussit à construire une « merveille du monde », puis à l'améliorer au niveau 100. Il existe des artéfacts qui donnent des pouvoirs spéciaux (plus de production, plus de vitesse pour les armées, plus de défense, etc.), retirés dans la version 3 du jeu, de nouveaux artéfacts font leur apparition dans la version 3.5.
Cependant, dans le cas des serveurs « speed », la durée est assez courte et le serveur se termine souvent au bout de 3-6 mois.

## Le terrain de jeu et les zones
Le terrain de jeu est un tore constitué de 640 000 cases, chacune identifiée par ses coordonnées composées de 2 nombres entre -400 et 400. Il ressemble donc à un grand carré, mais les cases dont l'une des coordonnées vaut 400 touchent celle de coordonnées -400 pour laquelle l'autre coordonnées est la même.
En début de serveur les premiers joueurs ont leur premier village très proche de la case 0|0 et petit à petit, les premiers villages des nouveaux joueurs s'éloignent de plus en plus de cette case (en suivant une spirale) et s'éparpillent dans toutes les directions.
Dans la version initiale de Travian, appelée aujourd'hui Travian Legends, le joueur débute en choisissant la zone de la carte où débuter (Nord-Est ; Nord-Ouest ; Sud-Est ; Sud-Ouest). Dans la version Travian Kingdoms, il n'y a pas ce choix, mais un village pourra être téléporté ailleurs lorsque le joueur sera recruté dans un royaume.
Le terrain de jeu comporte deux types de cases, celles pouvant accueillir un village et les oasis.
Le premier village d'un joueur est sur un terrain qui comporte 4 carrières de terre, 4 producteurs de bois, 4 mines de fer et 6 champs de céréales. Au début de la vie d'un village, ces champs de ressources ont leur production au minimum, mais en utilisant les ressources déjà en stock, on peut l'augmenter. L'augmentation se fait par niveau. Chaque passage d'un niveau au suivant augmente la production d'un champ de ressource d'environ 40 %. Mais plus le niveau déjà atteint est élevé, plus le passage au niveau suivant va demander des ressources et du temps. Le passage du niveau 1 au niveau 2 dure entre 1 minute 30 et 2 minutes 15 selon la ressource produite dont la production passe de 5 à 9 unités à l'heure. Le passage du niveau 9 au niveau 10 que tous les villages peuvent atteindre prendra autour de 10 heures pour une production atteignant 200 unités à l'heure, mais le dernier niveau, accessible seulement dans le village "capitale" du joueur correspond à une production de 2500 unités à l'heure, il prendra environ 4 jours par rapport au niveau précédent et nécessitera plusieurs jours de production du village, qu'il faudra être capable de garder en stock avant de lancer l'augmentation du niveau de production,,,.
La construction et l'amélioration des bâtiments dans un village fonctionne selon le même principe.
Par la suite, lorsque le joueur colonisera d'autres terrains constructibles pour fonder un nouveau village, il pourra choisir un emplacement comportant un champ de moins dans une ressource parmi terre, bois et fer et un champ de plus dans une autre, ou encore 3 carrières de terre, producteurs de bois et mines de fer pour 9 champs de céréales, ou juste un emplacement par ressource minérale, mais 15 champs de céréales. Les villages céréaliers servent aux joueurs qui veulent nourrir beaucoup de troupes.
Les oasis, quant à eux, occupés au départ par des bêtes sauvages, peuvent être annexés à un village (ou plusieurs sur Travian Kingdoms) pour augmenter la production d'une ou deux ressources, selon la nature de cette oasis.

## Les peuples
En début de partie, le joueur peut choisir l'un des trois peuples jouables.

### Les Romains
Jouer Romain est le meilleur conseillé par les concepteurs du jeu pour débuter sur Travian. Leur société évoluée et leur technologie avancée font des Romains des experts en construction. Ils possèdent également des troupes d'élite, correctement équilibrées en défense et en attaque. Ces avantages ont un prix : L’entraînement des troupes est long et coûteux.
Si l'infanterie romaine est la reine du champ de bataille, sa défense contre la cavalerie est la plus faible de toutes.
Les marchands romains peuvent transporter moins de ressources que les autres peuples (huns exceptés).
Choisir les Romains est un choix équilibré pour les débutants comme pour ceux qui n'ont pas une stratégie de jeu totalement définie en début de serveur.
Caractéristiques :
- Construction ou amélioration simultanée d'un champ de ressources et d'un bâtiment.
- Bonus de défense du mur d'enceinte élevé mais peu solide aux attaques de béliers.
- Faible capacité d'emport par marchand (500 ressources) et vitesse moyenne : (16 cases/heure).
- Infanterie puissante, cavalerie médiocre.
- Entraînement long et coûteux.
- Bâtiment spécifique : abreuvoir.
- Consomme plus de fer que les Gaulois et Germains pour l'amélioration des bâtiments et la préparation des troupes.

### Les Gaulois
Le peuple gaulois est le plus pacifique de tous les peuples. La formation des unités est particulièrement axée sur la défense, ce qui n'empêche pas que ces unités sont aussi performantes que les autres au niveau de l'attaque. Le gaulois est un cavalier né, la vitesse de ses chevaux est légendaire et en a surpris plus d'un. C'est aussi le peuple qui possède les marchands les plus rapides.
Ce peuple est assez facile à jouer en défense, mais il permet aussi de développer une tactique offensive. Il offre quasiment toutes les possibilités tactiques (offensif ou défensif, refermé sur soi-même ou ouvert aux autres, commerçant ou pilleur, infanterie ou cavalerie, colon ou conquérant), mais ceci impose d'en maîtriser les subtilités. Cependant, même des débutants prendront plaisir à jouer avec les gaulois !
Caractéristiques :
- Bonus vitesse : les unités les plus rapides du jeu.
- Bonus moyen de défense grâce à une bonne palissade.
- Capacité d'emport par marchand moyenne (750 ressources), mais ce sont les plus rapides (24 cases/heure).
- Cachettes deux fois plus grande (protection contre les pillages).
- Machines de guerre coûteuses.
- Colons un peu moins chers.
- Bâtiment spécifique : Fabricant de pièges.
- Consomme plus de terre que les romains et germains pour l'amélioration des bâtiments et la préparation des troupes.

### Les Germains
Le peuple germain est le plus offensif de tous. Les guerriers germains sont craints de tous à cause de la violence extrême de leurs attaques. Ils écument les contrées en hordes pilleuses, ne craignant pas la mort.
Les germains ne possèdent pas la discipline militaire des romains ni la sagesse des gaulois, cela leur vaut d'être plutôt faibles au niveau de leur vitesse et de la défense. Leur marchands sont aussi les plus lents de tous les peuples mais ils peuvent transporter davantage de ressources. Les germains conviennent aux joueurs plutôt offensifs et expérimentés.
Caractéristiques :
- Mur de terre quasiment indestructible, mais n'offrant que peu de protection.
- Capacité d'emport par marchand la plus élevée (1000 ressources), mais ce sont les plus lents (12 cases/heure).
- Unités peu chères, à la formation rapide et extrêmement douées pour le pillage et l'attaque.
- Faible au niveau de la défense.
- Bâtiment spécifique : Brasserie.
- Consomme plus de bois que les gaulois et romains pour l'amélioration des bâtiments et la préparation des troupes.

### Les Égyptiens
Les Égyptiens sont renommés pour leurs extraordinaires pyramides, ce sont des experts en construction. Mais ils possèdent également une grande maîtrise de l'économie et ont découvert comment utiliser le fleuve Nil au profit de leur agriculture. Ils bénéficient d'une administration efficace et d'une grande organisation.
Bien que leurs plus grands jours de gloire sont révolus, les Égyptiens sont prêts à reconstruire leur force et à rappeler au monde qu'il faut compter avec eux. Leur économie efficace leur permet de bénéficier d'une énorme production de ressources et de pouvoir former de nouvelles armées rapidement et à moindre coût.
Ce sont des adversaires formidables, surtout lorsqu'ils se défendent derrière leurs murs infranchissables.
Bien que les Égyptiens puissent devenir une force fantastique entre les mains d'un joueur expérimenté, ils sont également bien adaptés aux nouveaux joueurs.
Caractéristiques :
- Unité de base très bon marché et rapidement formée.
- Capacité d'emport par marchand et vitesse moyennes (750 ressources, 16 cases/heure).
- Bonne capacité défensive / faible capacité offensive.
- Le Mur de pierre est très résistant.
- Bâtiment spécifique : Poste d'irrigation.

### Les Huns
Les compétences militaires des Huns étaient renommées dans tout le monde antique. Leurs archers montés semaient la peur et la désolation dans les rangs de leurs ennemis et toute leur société était axée vers l'expansion militaire. Ils préféraient se battre à cheval et submerger l'ennemi sous des pluies de flèches, avant de charger impitoyablement.
La nature agressive de ce peuple permet à un meneur judicieux de frapper implacablement l'ennemi au bon endroit. La cavalerie des Huns est parfaitement adaptée pour cela, grâce à sa vitesse et à son impressionnante puissance d'attaque. En contrepartie, les capacités défensives sont plus faibles et les Huns pourraient être amenés à demander du soutien auprès d'amis d'autres peuples.
Caractéristiques :
- Mur de fortune peu résistant.
- Faible capacité d'emport par marchand (500 ressources) mais vitesse assez élevée (20 cases/heure).
- Unités de cavalerie nombreuses, rapides et puissantes.
- Peu d'unités défensives efficaces.
- Bâtiment spécifique : Yourte hunnique.

### LesNatars
Il existe aussi une civilisation jouée par l'ordinateur : les Natars.

## Évolution du jeu
Sur la version française de Travian, tous les serveurs en version 2 ont été clos ; ils étaient gérés par Gameforge qui disposait de la licence de Travian France. Cette licence a été rachetée par TravianGames en février 2007 qui a lancé les premiers serveurs en version 3. Durant l'année 2009 TravianGames a mis à jour le jeu par quelques modifications (nouvelle disposition des champs sur les villages, nouveaux bâtiments, nouvelles fonctionnalités, etc., lors par exemple d'évènements particuliers tel qu'un anniversaire du jeu, comme c'était le cas en septembre 2012 lorsque le jeu fêta ses 8 ans d'existence avec la version 3.5. Contrairement au passage de la version 2 à la version 3 le graphisme ne subit pas de changements fondamentaux.
La version 4 de Travian, apparue en France en 2011, marque un changement important du système de jeu et de l'interface graphique, avec la prise d'importance du héros qui a des fonctionnalités propres. L'interface utilisateur est repensée et utilise partiellement la technologie Flash d'Adobe.
Il existe à l'heure actuelle - (en mars 2011) - 10 serveurs, 6 serveurs en version 3.6, 2 serveurs en version 4, 1 serveur en version 2.5 dite « classic », et un serveur « speed » dont la vitesse de jeu a été multipliée par 3. La durée d'un serveur est fixée par TravianGames, les serveurs ont généralement une durée de vie de 11 mois à l'exception du serveur speed qui lui n'excède pas 6 mois.
Dans le but de sélectionner des joueurs par pays en vue d'un tournoi européen, il existe aussi depuis juillet 2010 un serveur x2 par pays, dont la vitesse de jeu est double, mais la consommation de nourriture est la même que sur un serveur classique, ce qui permet de créer de grosses armées. Pour se qualifier au serveur européen, il faut terminer dans le top 1000 de son peuple sur le serveur de qualification de son pays. Le tournoi européen élève le jeu à un niveau bien plus dur que les serveurs basiques et est donc fortement déconseillé aux joueurs débutants. Il est préférable d'avoir une alliance déjà prête avant le début du serveur car sinon la progression y est quasi impossible.
Le premier serveur « speed x5 » a été créé le 3 décembre 2010. Le premier serveur « speed x8 » est apparu en décembre 2012. C'est le serveur le plus rapide de France.
En 2014, la société Travian Games dévoile la version 5 de son jeu phare « Travian », qui a été renommé par la suite Travian:Kingdoms. Une application mobile a été lancée en été 2015 avec la version Travian:Kingdoms.
En 2019 sont ajoutés les Égyptiens et les Huns, ainsi qu'un nouveau système de confédération.

## Les deux versions de Travian

### Travian Legends
C'est le version initiale de Travian. Les joueurs peuvent se regrouper dans des alliances. Chaque alliance dispose d'une liste de discussion pour échanger des messages en temps réels entre membres de l'alliance. Mais on peut aussi dialoguer avec des joueurs qui n'en font pas partie. Lorsqu'un joueur de l'alliance est attaqué, les autres joueurs de l'alliance le savent et disposent, comme le joueur attaqué, des coordonnées du village attaquant et du décompte de temps jusqu'à l'arrivée des troupes. Il peut alors envoyer ses propres troupes pour augmenter la protection ou/et des céréales pour nourrir les troupes. Les joueurs d'une même alliance peuvent être plus ou moins éloignés les uns des autres et un joueur hostile peut être très proche de membres de l'alliance.
Dans cette version de Travian, les oasis augmentent la production des ressources du seul village qui l'a annexé.

### Travian Kingdoms
C'est une version plus récente du jeu. Les alliances sont remplacées par des royaumes. Chaque roi peut recruter des joueurs (généralement en début de partie) et téléporter leur village à un autre emplacement dans le royaume. Le joueur devra quand même reconstruire ses champs de ressources, mais il disposera d'un équivalent en terre, bois, fer et céréales à consommer au rythme qui lui convient pour le faire. Les joueurs d'un royaume sont fortement regroupés et donc, normalement, les joueurs hostiles sont beaucoup plus éloignés (davantage de temps de trajet pour leurs troupes).
Cette version de Travian donne un rôle plus important au Héros. Il y a un héros par joueur. Dans Travian Legends, il sert surtout à annexer des oasis. Dans Travian Kingdoms, il peut aussi augmenter les ressources, rajouter un bonus de défense ou d'attaque, partir dans des aventures d'où il ramènera des équipements, des pièces d'argent pour en acheter dans des enchères ou des ressources. Chaque participation du héros à une attaque ou une défense réussie ou à une aventure va augmenter son expérience, mais baisser ses points de vie qui ne se régénèrent que lentement (15 % par jour).
Dans cette version de Travian, les oasis augmentent la production des ressources de tous les villages qui s'y rattachent, mais dans des proportion différentes selon l'éloignement et la population des villages des différents joueurs. L'envoi de troupes sur une oasis augmente aussi la production du village auquel elles appartiennent.
Il y a aussi des repaires de brigands qui apparaissent près de la capitale de chaque joueur et peuvent les attaquer pour les piller. Mais le joueur est informé de l'apparition de ces camps et peut attaquer le premier pour piller les ressources du camp qui comprennent aussi des trésors qui, expédiés au roi ou à un duc, seront converties en d'autres ressources, notamment des céréales. Un joueur sans royaume pourra aussi vendre les trésors, mais il ne récoltera que de la terre, du bois et du fer.
L'existence des repaires de brigands incite les joueurs pacifiques qui utilisent leur ressources d'abord à augmenter la production de leurs villages et le niveau des bâtiments qu'ils contiennent, à entretenir aussi des troupes. En contrepartie, l'attaque des camps des brigands fournira des ressources supplémentaires sans risquer de se faire un ennemi parmi les joueurs voisins et permettra des développer ses villages plus vite que dans Travian Legends. Il y a aussi les camps de brigands qui, eux, sont visibles de tout le royaume et devront être attaqués par 5 joueurs distincts pour disparaitre.
Dans Travian Legends, en tout début de partie, il y a quelque quêtes à réaliser qui font gagner des ressources. Ces quêtes sont beaucoup plus nombreuses et présentes durant toute la partie dans Travian Kingdoms. Elles récompensent divers objectifs atteints par le joueur.

## Jeu gratuit ou participation financière
La participation à Travian peut être entièrement gratuite pour le joueur. Toutefois, la consommation de pièces d'or fournit des avantages comme la possibilité de terminer immédiatement une construction en cours ou celle de rééquilibrer instantanément les ressources dont on dispose en échangeant celles qu'on a en trop contre d'autres.
Les quêtes de tout début de jeu donnent quelques pièces d'or, certaine quêtes (rares) permettent d'en gagner plus tard, mais l'autre possibilité est d'acheter des pièces d'or en les payant avec de la vraie monnaie. Le joueur qui golde (terme fréquent dans des discussions entre joueurs) aura ainsi des avantages sur ceux qui ne le font pas.

## Sites web annexes
En plus des serveurs de jeu, il y a au moins un site d'outils : Gettertools  qui permet de nombreuses choses en relation avec les parties en cours ou passées :
- voir les parties jouées précédemment avec le même pseudo (y compris 10 ans auparavant) avec notamment l'évolution de la population globale, l'acquisition ou la perte de villages, la participation à des alliances ou royaumes, la position dans le jeu ;
- indiquer l'état de ses troupes à d'autres joueurs de l'alliance ou du royaume ;
- divers calculateurs pour les durées de trajet, les pertes dans un combat, etc.